# Quadyuk Island
Quadyuk Island är en ö i Kanada.   Den ligger i territoriet Nunavut, i den centrala delen av landet, 3 000 km nordväst om huvudstaden Ottawa. Arean är 32 kvadratkilometer.
Terrängen på Quadyuk Island är platt. Öns högsta punkt är 227 meter över havet. Den sträcker sig 17,5 kilometer i nord-sydlig riktning, och 6,2 kilometer i öst-västlig riktning.